# Земгальський олімпійський центр
Земгальський олімпійський центр (латис. Zemgales Olimpiskais centrs) — багатофункціональний спортивний комплекс, розташований у латвійському місті Єлгава, побудований у 2010 році. Є домашньою ареною для футбольного клубу «Єлгава» та баскетбольного клубу «Земгале».
Відкриття відбулося 2 вересня 2010 року товариським матчем між футбольними клубами «Єлгава» і «Блекпул». У ЗОЦ розташовуються: легкоатлетичний стадіон, футбольні поля з природним і штучним покриттям, відкритий майданчик з синтетичним покриттям для спортивних ігор, майданчик для пляжного волейболу, траса БМХ, зал спортивних ігор, тренажерний зал, зал для конференцій і офісні приміщення.
Трибуна відкритого стадіону має 1560 сидячих місць, місткість трибун зали для спортивних ігор — 1484 місця і 2064 з приставними трибунами.